# Senna occidentalis
Senna occidentalis es una especie de planta pantropical perteneciente a la familia de las fabáceas.

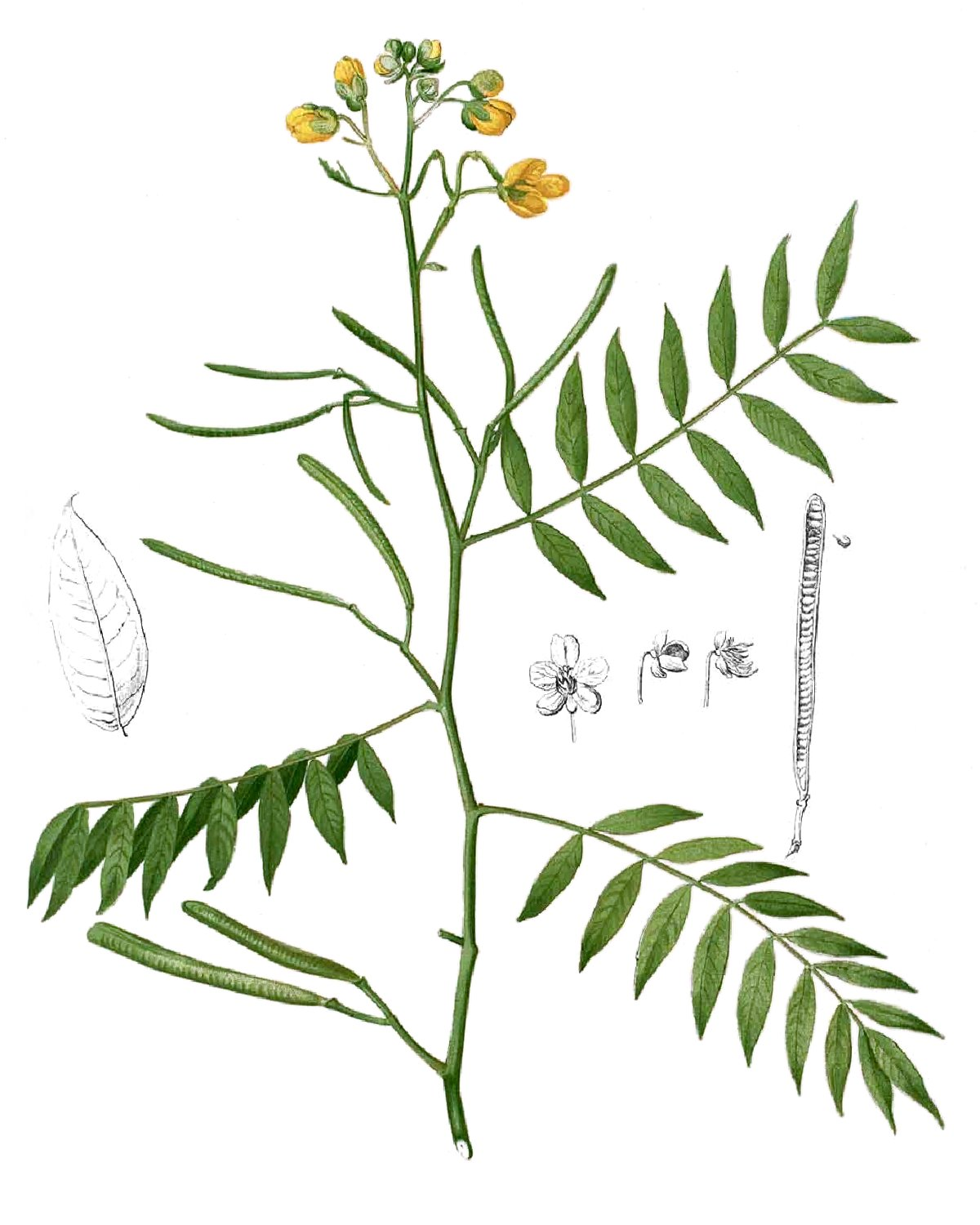
Ilustración

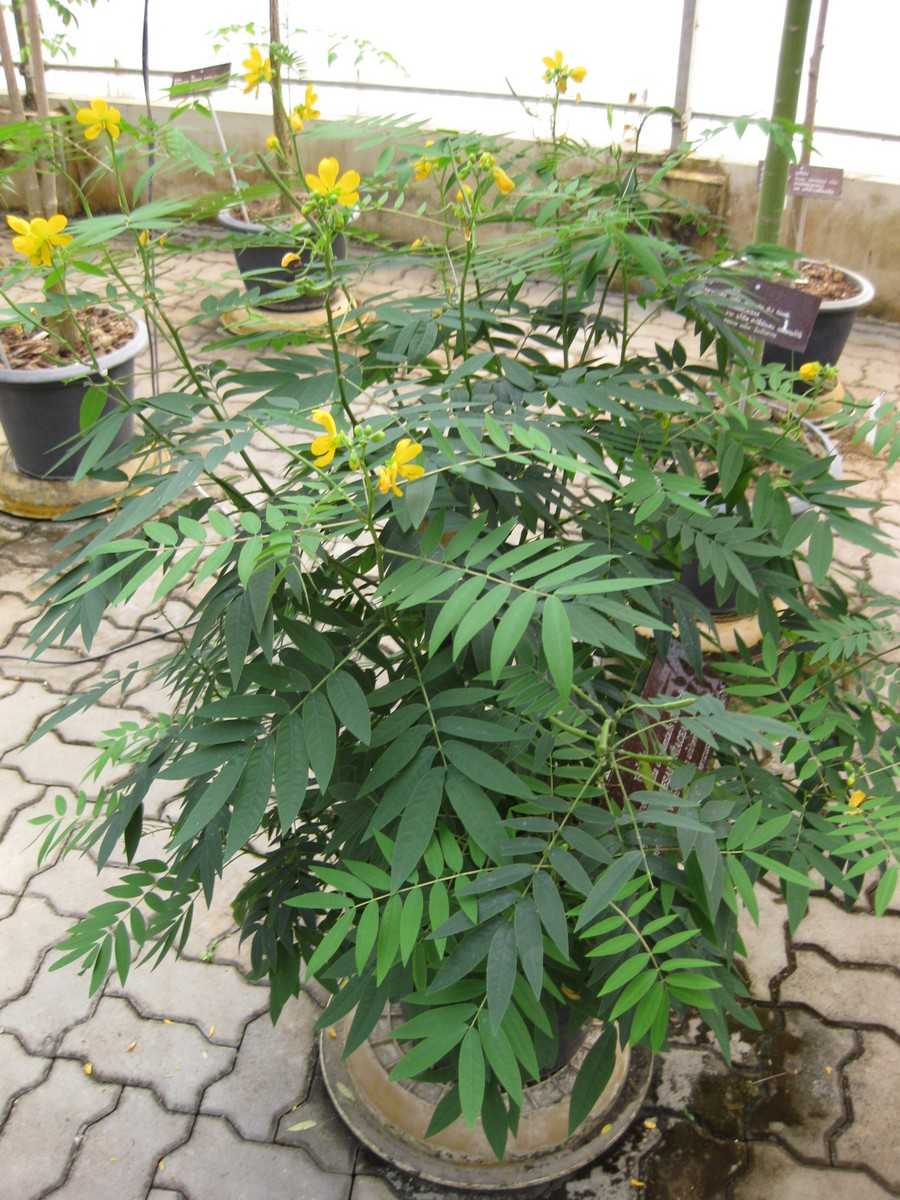
Vista de la planta

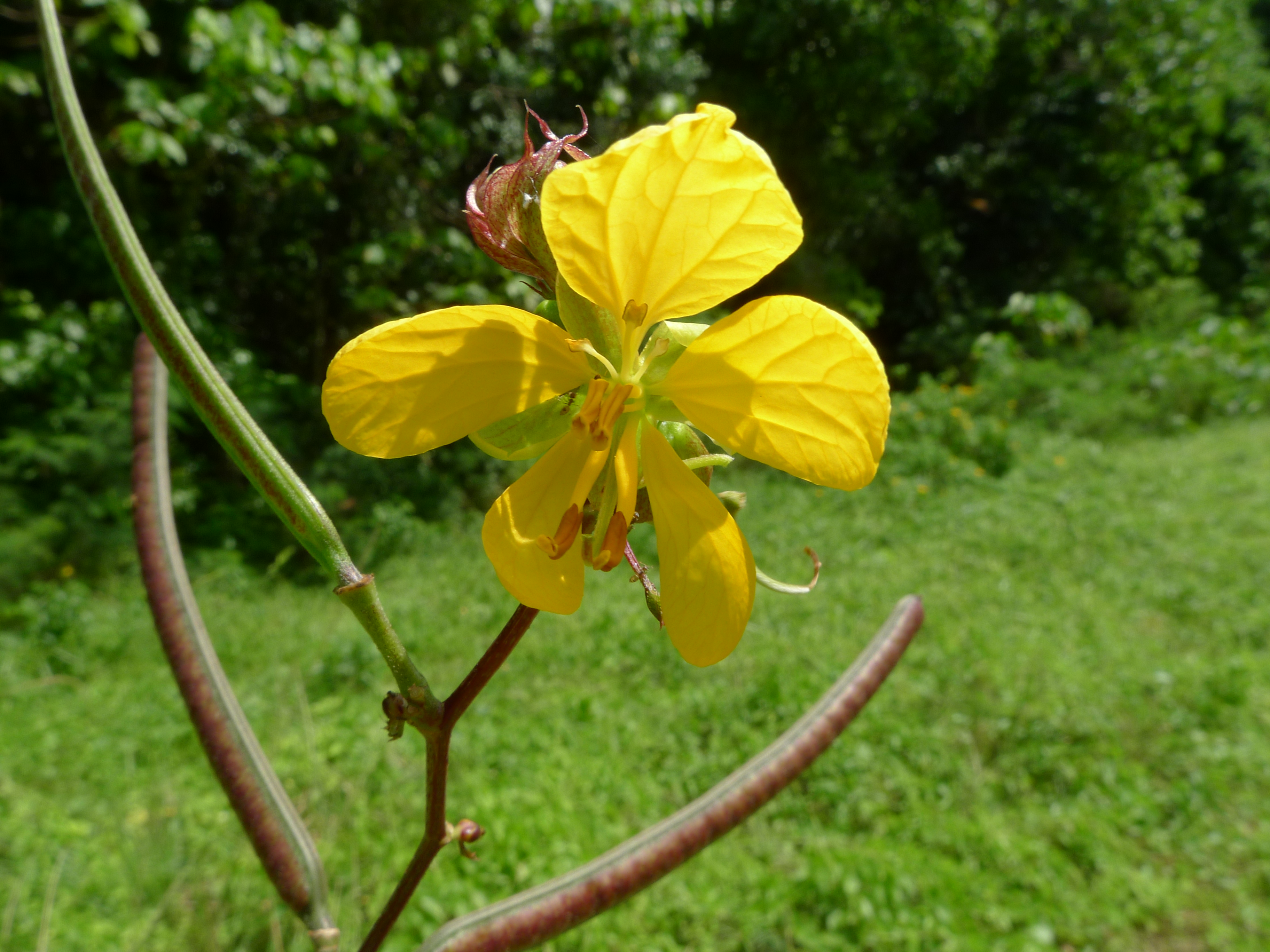
Flor

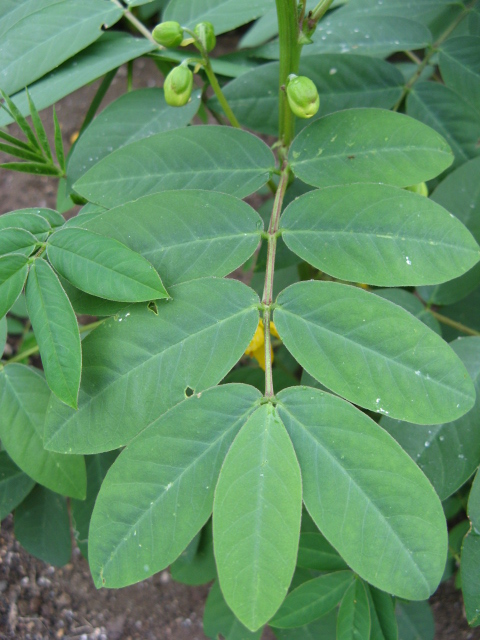
Hojas

## Descripción
Son hierbas monocárpicas gruesas y subarbustos débiles, que alcanzan un tamaño de 0.4–1.2 m de alto, finamente estrigulosos, de apariencia glabra, malolientes. Hojas mayormente 11–25 cm de largo; folíolos 4 o 5 pares en la mayoría de las hojas, más grandes distalmente, los del par distal ampliamente lanceolado- u ovado-acuminados, 4.5–10 cm de largo y 1.3–3.5 cm de ancho; nectario 1 (2), subgloboso, adaxial cerca del pulvínulo, raquis 6–14 cm de largo, pecíolos 25–50 mm de largo, estípulas triangulares o lanceolado-acuminadas, 4.5–12 mm de largo, tempranamente caducas. Inflorescencias racimos subumbelados, axilares, posteriormente tirsoides, pedúnculos 0.1–0.6 cm de largo, abrazados por un pedículo folioso con nectario rudimentario, racimos con 2–5 flores, eje hasta 0.5 cm de largo, pedicelos maduros 8–18 mm de largo; sépalos gradualmente distintos, los internos 6.5–10 mm de largo; corola zigomorfa, pétalos heteromorfos pero subiguales en longitud, 12–16 mm de largo; anteras de los 2 estambres abaxiales largos incurvadas, 5–6.5 mm de largo, rostradas; estilo 3–4.5 mm de largo, óvulos 40–60. Fruto erecto-ascendente, linear a algo incurvado o raramente recto, plano-comprimido tornándose subtúrgido cuando maduro, 8–13 cm de largo y 0.7–0.9 cm de ancho, valvas verdes y con rayas rojas a lo largo de las suturas, subsésil; semillas 1-seriadas, areoladas.

## Propiedades
La planta se divulga que es venenosa para el ganado. La planta contiene antraquinonas. Las raíces contienen emodina y las semillas contienen crisarobina (1,8-dihidroxi-3-metil-9-antrona) y N-metilmorfolina.

## Usos
Semillas de Senna occidentalis se pueden tostar y se utiliza como un sustituto del café. También se han utilizado como un adulterante para el café. Aparentemente no tiene cafeína.
A pesar de las indicaciones de ser venenosas, las hojas de esta planta, Dhiguthiyara en dhivehi, se han utilizado en la dieta de las Maldivas durante siglos en platos como el mas huni y también como una planta medicinal.

## Taxonomía
Senna occidentalis fue descrito por (L.) Link y publicado en Handbuch zur Erkennung der nutzbarsten und am häufigsten vorkommenden Gewächse 2: 140. 1829.
Sinonimia
- Cassia caroliniana Walter
- Cassia ciliata Raf.
- Cassia falcata L.
- Cassia foetida Pers.
- Cassia laevigata sensu auct.
- Cassia macradenia Collad.
- Cassia obliquifolia Schrank
- Cassia occidentalis L.
- Cassia occidentalis (L.) Rose
- Cassia planisiliqua L.
- Cassia planisiliqua Burm. f.
- Cassia plumieri DC.
- Ditramexa occidentalis Britton & Rose
- Ditremexa occidentalis (L.) Britton & Wilson
- Senna occidentalis (L.) Roxb.[9]

## Nombres comunes
- brusca de Venezuela, durmiente, martinica, platanillo de Cuba, yerba hedionda de Cuba.[10]